# Perić (prezime)
Perić je hrvatsko prezime, koje se najčešće pojavljuje u Zagrebu, Splitu,  Zadru, Osijeku i u Rijeci.

## Osobe s prezimenomPerić
- Anđa Perić (1910. – 2019.), hrvatska stogodišnjakinja
- Borko Perić (1981.), hrvatski kazališni, televizijski i filmski glumac
- Dino Perić (1994.), hrvatski nogometaš
- Hrvoje Perić (1985.), hrvatski košarkaš
- Ivo Perić (1930. – 2018.), hrvatski povjesničar i pedagog
- Josip Virgil Perić (1983.), hrvatski filmski i televizijski glumac
- Marija Perić-Bilobrk (1978.), bosanskohercegovačka, hrvatska i austrijska književnica i prevoditeljica
- Miljenko Perić, hrvatski književnik
- Porfirije Perić (1961.), episkop Srpske pravoslavne Crkve
- Ratko Perić (1944.), biskup-emeritus Mostarsko-duvanjske
- Stijepo Perić (1896. – 1954.), hrvatski političar, pravnik i ministar NDH
- Stipe Perić, hrvatski nogometni sudac
- Stjepan Perić (1983.), hrvatski filmski i televizijski glumac
- Vladislav Perić (1959.), hrvatski pjesnik i novinar